# Robert Jahn (Archivar)
Robert Jahn (* 25. März 1885 in Charlottenburg; † 27. November 1962 in Essen) war ein deutscher Gymnasiallehrer und Stadtarchivar.

## Leben und Wirken
Nach seiner Reifeprüfung 1905 studierte Robert Jahn Germanistik und Vergleichende Sprachwissenschaft an den Universitäten Berlin und Bonn bis 1909. Im Jahre 1910 legte er das Staatsexamen für den höheren Schuldienst ab. Nach dem Vorbereitungsdienst an verschiedenen Schulen war er von 1914 bis 1933 Gymnasiallehrer für deutsche, englische und französische Sprache am Realgymnasium in Essen-Bredeney. Da er sich als Pazifist und Mitglied der Deutschen Friedensgesellschaft betätigte, wurde er zu Beginn des Dritten Reiches aus dem Schuldienst entlassen. Im Jahre 1936 beauftragte ihn der Oberbürgermeister von Essen, Theodor Reismann-Grone, mit der hauptamtlichen Leitung des Stadtarchivs. Diese Tätigkeit nahm er bis zum Eintritt in den Ruhestand 1955 wahr. Jahn beschäftigte sich intensiv vor allem mit der Geschichte der Stadt Essen und legte hierzu zahlreiche Veröffentlichungen vor.

## Schriften (Auswahl)
- (Mitautor): Zur Geschichte des 1000jährigen Steele. Fredebeul & Koenen, Essen 1938.
- Die ältesten Sprach- und Literaturdenkmäler aus Werden und Essen. Essen 1940.
- Das Essener Stadtarchiv. In: Beiträge zur Geschichte von Stadt und Stift Essen, Bd. 61 (1941), S. 19–44.
- (Mithrsg. u. Mitautor): Essen und die Niederlande. Wirtschaftliche und familiengeschichtliche Beziehungen. Volk u. Reich Verlag, Amsterdam 1944.
- 1100 Jahre Essen 852–1952. Weg und Wesen einer großen Stadt. Essen 1952.

- Essener Geschichte. Die geschichtliche Entwicklung im Raum der Großstadt Essen. Baedeker, Essen 1957 (558 S.).
- Der Ortsname Duisburg. Versuch einer Deutung. In: Duisburger Forschungen, Bd. 2 (1959), S. 1–42.